# Баранец, Борис Григорьевич
Борис Григорьевич Баранец (укр. Борис Григорович Баранець; род. 22 июля 1986, Львов) — украинский футболист, полузащитник.

## Клубная карьера
Карьера началась в ФК «Карпаты», куда его и брата Григория отвела их мать. Любовь к футболу привил дедушка, который в свои молодые годы выступал на любительском уровне.
Первый тренер известный львовский специалист в области детского футбола — Николая Дударенко. Именно этот наставник развил талант и вывел его и брата-близнеца в футбольный мир.
Карьера в «Карпатах» развивалась стремительно. В третьей команде он был под началом тренерского триумвирата: Безубьяк, Вильчинский, Леськив. Однако, в составе первой команды «бело-зелёных» ему места не нашлось. После выступал за ивано-франковский «Спартак», команду которая боролась за выживание. Также в стрыйском клубе «Газовик-Скала», позже очутился в ФК «Львов».
Борис также как и Григорий считаются, несмотря на свой молодой возраст, старожилами ФК «Львов». Ведь в этой команде они с первого дня основания клуба, с которым прошли путь от второй лиги и до Премьер-лиги.
В 2003 году Борис Баранец выступил за мини-футбольный клуб «Инвар-Старт» (Львов) в двух матчах финала второй лиги Украины по мини-футболу против клуба «Амос» (4:3, 4:7) и отличился двумя голами.
В Премьер-лиге дебютировал 20 июля 2008 года в матче «Львов» — «Шахтёр» (2:0).
Позже играл в премьер-лиге за львовские «Карпаты» и киевскую «Оболонь». 22 июля 2010 года в матче второго квалификационного раунда Лиги Европы сезона 2010/11 против исландского «Рейкьявика» забил победный и свой дебютный гол в еврокубках.
После того как ФК «Оболонь» снялась с соревнований получил статус свободного агента и вскоре вместе с братом перешёл в второлиговую тернопольскую «Ниву». В феврале 2014 года, вместе с братом, перешёл в кировоградскую «Звезду». Дебютировал за кировоградцев 29 марта 2014 года в матче против харьковского «Гелиоса». Со временем стал основным игроком и одним из лидеров команды. В составе клуба в 2016 году стал чемпионом Первой лиги, однако по окончании сезона покинул команду.
В сентябре 2020 года стал помощником главного тренера юношеской команды львовского «Руха» Виталия Пономарёва

## Карьера в сборной
В 2004 году провел 4 игры за юношескую сборную Украины.

## Семья
Брат-близнец Бориса, Григорий Баранец, также футболист.